# Hermann Gottschalk

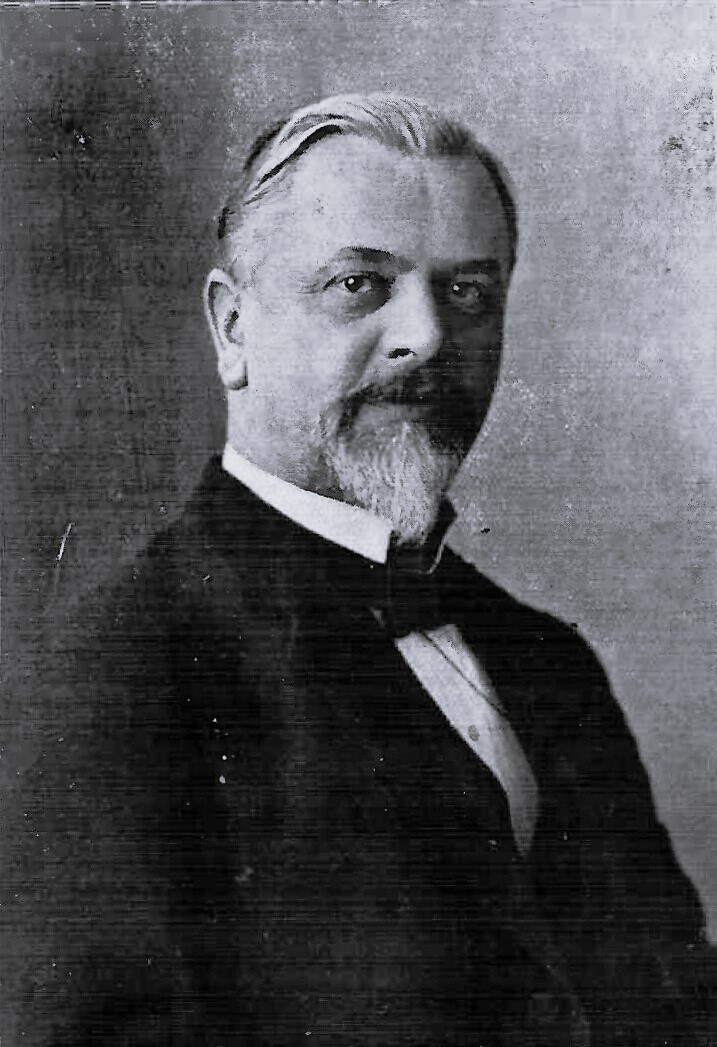
Hermann Gottschalk

Heinrich Hermann Gottschalk (* 13. Januar 1855 in Dreylingen; † 25. Dezember 1930 in Lübeck) war ein deutscher Mittelschuldirektor und Schulbuchautor.

## Leben

### Laufbahn
An der Christiansschule im hannoverschen Missionsort Hermannsburg ausgebildet, bezog Gottschalk 1872 das unter der Leitung Heinrich Schürens stehende renommierte Seminar in Osnabrück.
Aufgrund Gottschalks sprachlichen und musikalischen Kenntnisse wurde ihm schon 1875, im Alter von 20 Jahren, die Verwaltung der evangelischen Schule in der Diasporagemeinde Iburg und das Organistenamt an der dortigen Schlosskirche übertragen.
Auf Veranlassung des lübeckischen Schulrates, Georg Hermann Schröder, wurde Gottschalk zu Ostern 1882 in die Hansestadt berufen und bezog eine Wohnung in der Bismarckstraße 8 der Vorstadt St. Jürgen. Unter dem von ihm hochverehrten Schulleiter Otto Bussenius, ihn nannte er selbst auf seiner Abschiedsrede im Jahr 1924, sammelte er an dessen Progymnasium Erfahrungen auf dem Gebiet des Volksschul- und des Höheren Schulwesens.
Michaelis 1885 trat Gottschalk in den Lübecker Schuldienst an der I. Knaben-Mittelschule (heute: Emanuel-Geibel-Schule) ein. Das Oberschulkollegium erwählte ihn zum dortigen ersten Lehrer. Als neue Wohnung wurde der Lange Lohberg 35 bezogen.
An die Stelle des in den Ruhestand tretenden J. P. F. Burmeister erwählte die Oberschulbehörde Lübecks Gottschalk, er war zu Ostern des Jahres zum Leiter, ab Michaelis 1889 zum Hauptlehrer an der Schule ernannt worden. Im gleichen Jahr hatte er seinen Wohnsitz in die Fleischhauerstraße 73, unweit des Progymnasiums und dem Wohnsitz Bussenius’, verlegt.
Die Verwaltung der Präparandenanstalt wurde 1891 dem Hauptlehrer Bödeker und ihm unterstellt.
Gottschalks Aufgabe war es, die Mittelschule in der Hansestadt auf- und auszubauen. Hierin wetteiferte er mit Heinrich Bödeker, Rektor der 2. Knaben-Mittelschule (heute: Julius-Leber-Schule), um die goldene Palme. Die bei seiner Übernahme schon über 600 Jahren bestehende Anstalt gestaltete er, ein Meister der Organisation, nach Kräften um. Selber ein Preuße rief er zu seinen Mitarbeitern aus Preußen Schulmänner, die die „Allgemeinen Bestimmungen von 1872“ verinnerlicht hatten, herbei. Gottschalk wurde zu einem Protagonisten der Verpreußung des Lübecker Schulwesens. Die Mittelschule erkannte er als eine Schulgattung, deren Ziel es war, Jungen heranzubilden, die später im Handel und Gewerbe, sowie Industrie und mittleren Beamtentum sein sollten. Rege beteiligte er sich an den öffentlichen Besprechungen der Schuleinrichtungen des Freistaates. Als äußere Organisationsform bezeichnete er die selbständige und für sich abgeschlossene Schule. Die Schule blühte auf und die Schülerzahl stieg bis zur Errichtung der zwangsweisen Grundschule von anfänglich 360 auf etwa 1000. Sowohl Fleiß als auch Ordnung gaben der Schule ihr Gepräge.
Am 14. April 1893 wurde die Reihenfolge der Wahlbezirke für die in jenem Jahr stattfindenden Bürgerschaftswahlen bestimmt. Danach wurden deren Wahlvorstände durch Wahlen gebildet. Zum Beisitzer im IV. Wahlbezirk (Johannis Quartier und Vorstadt St. Jürgen) wurde Gottschalk erwählt.
Als die I. Knaben-Mittelschule 1898 in die Glockengießerstraße 37 verlegt wurde, zog Gottschalk in die Wakenitzstraße 7b. Zehn Jahre später, nach der Erweiterung des Schulgebäudes, zog er in die Schule.

Wohnhäuser
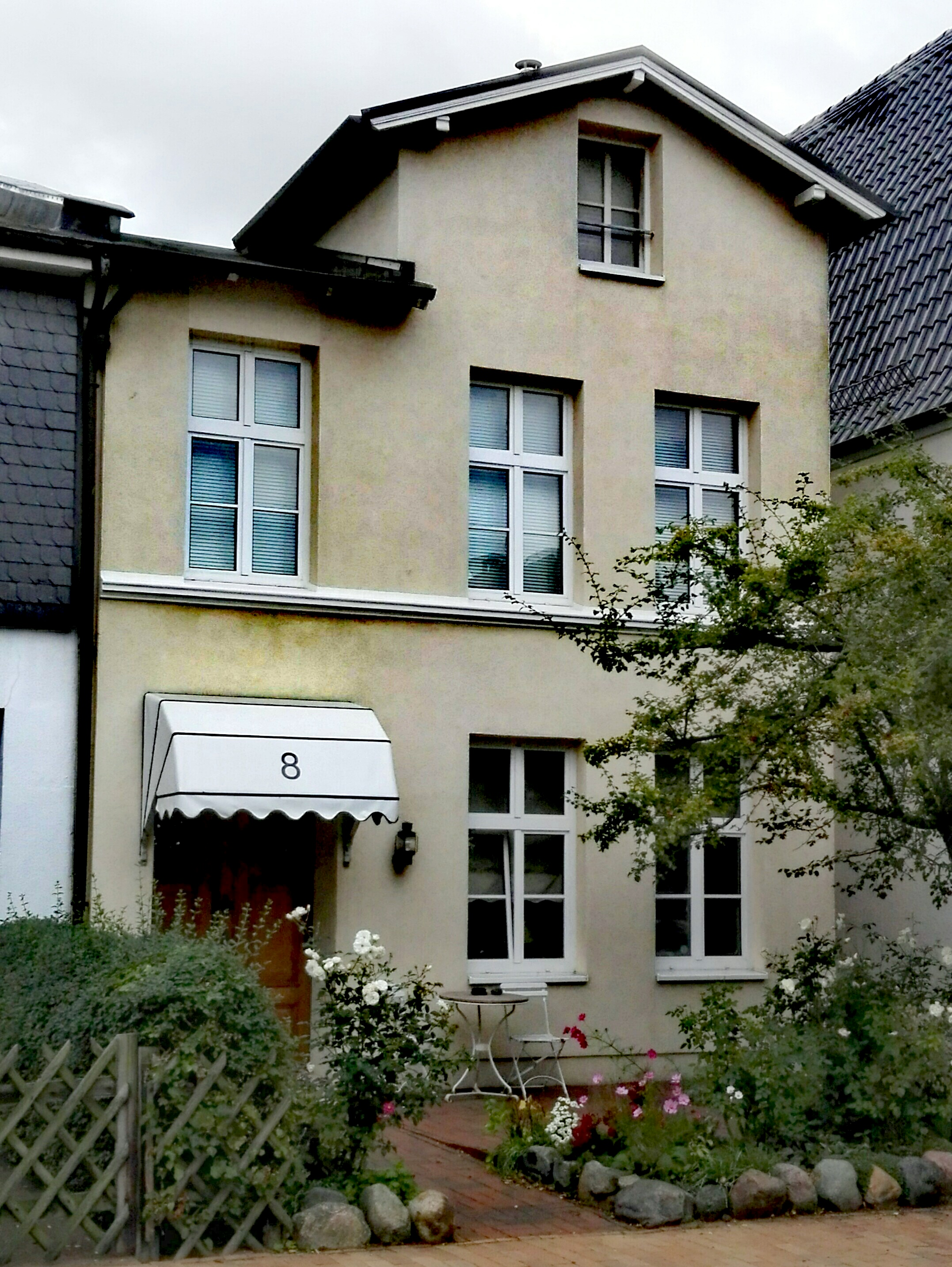
Bismarckstraße 8
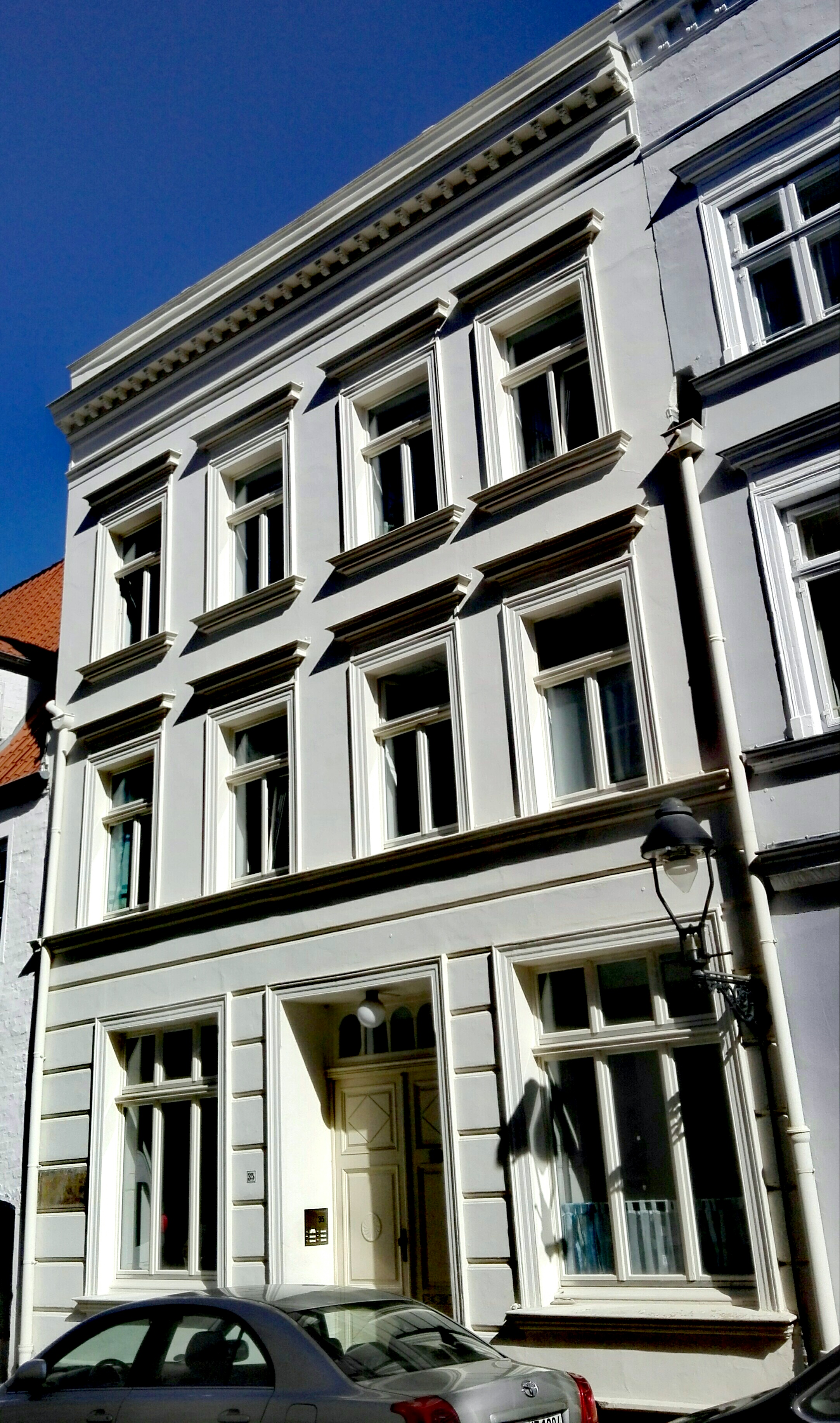
Langer Lohberg 35
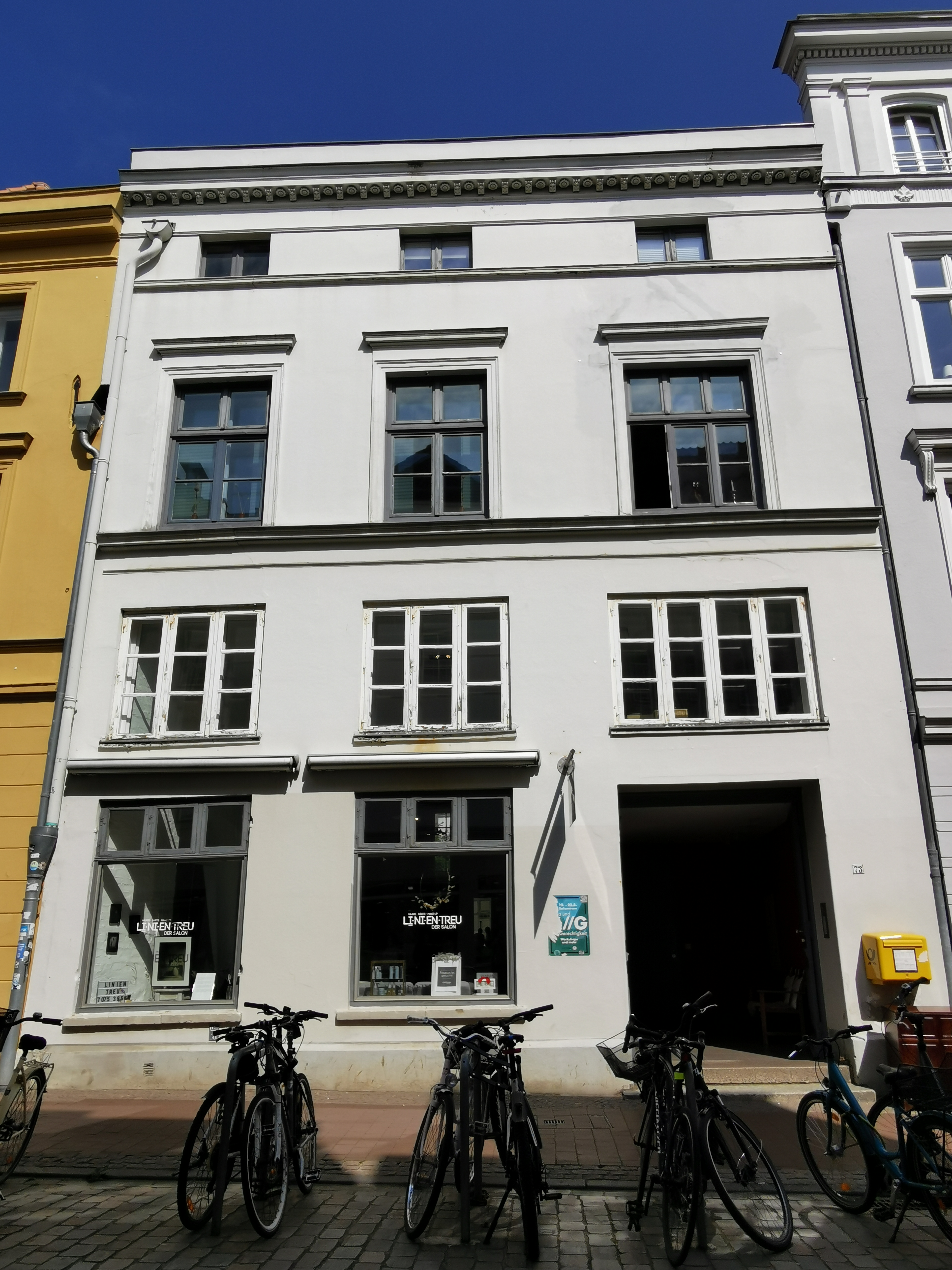
Fleischhauerstraße 73
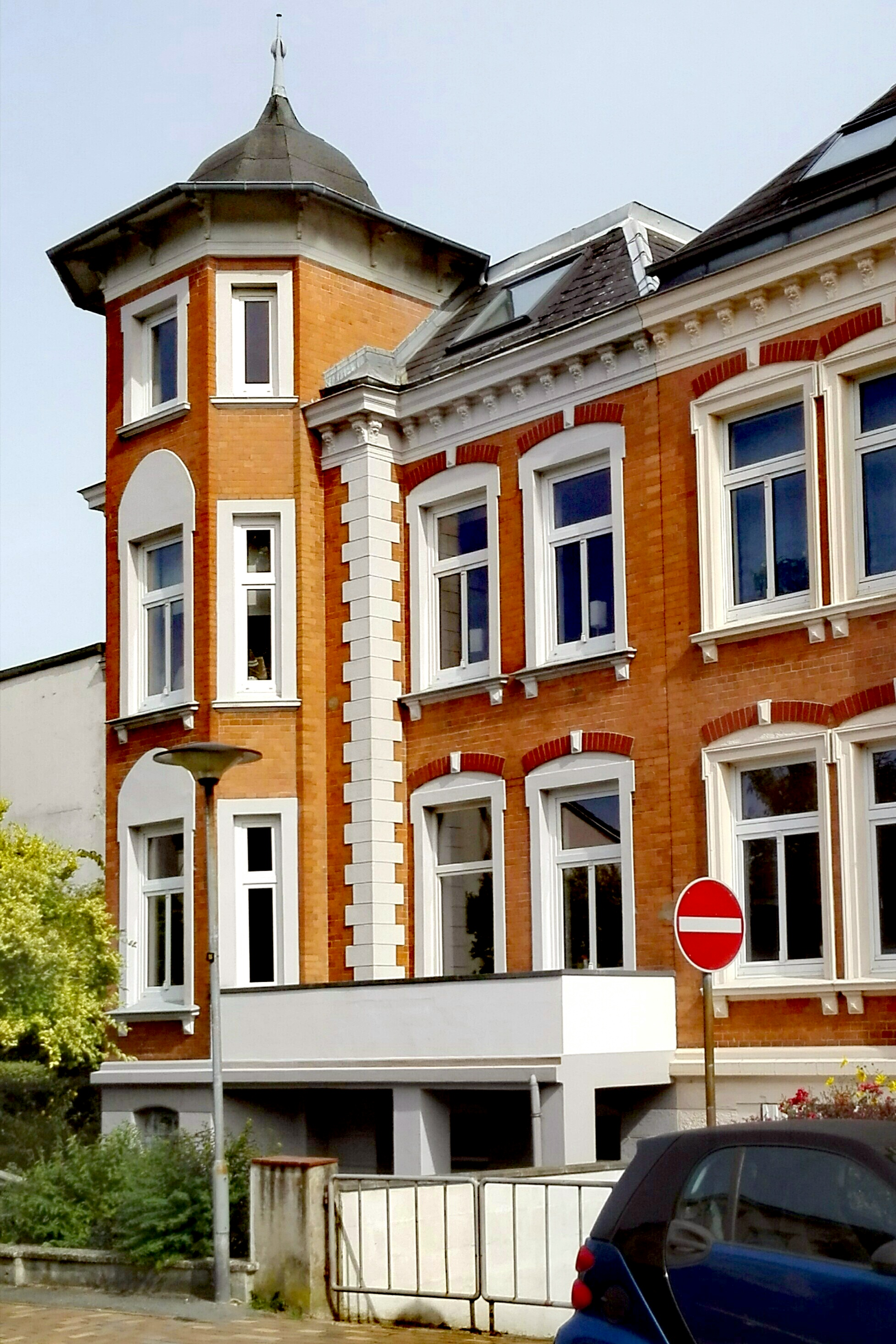
Wakenitzstraße 7b
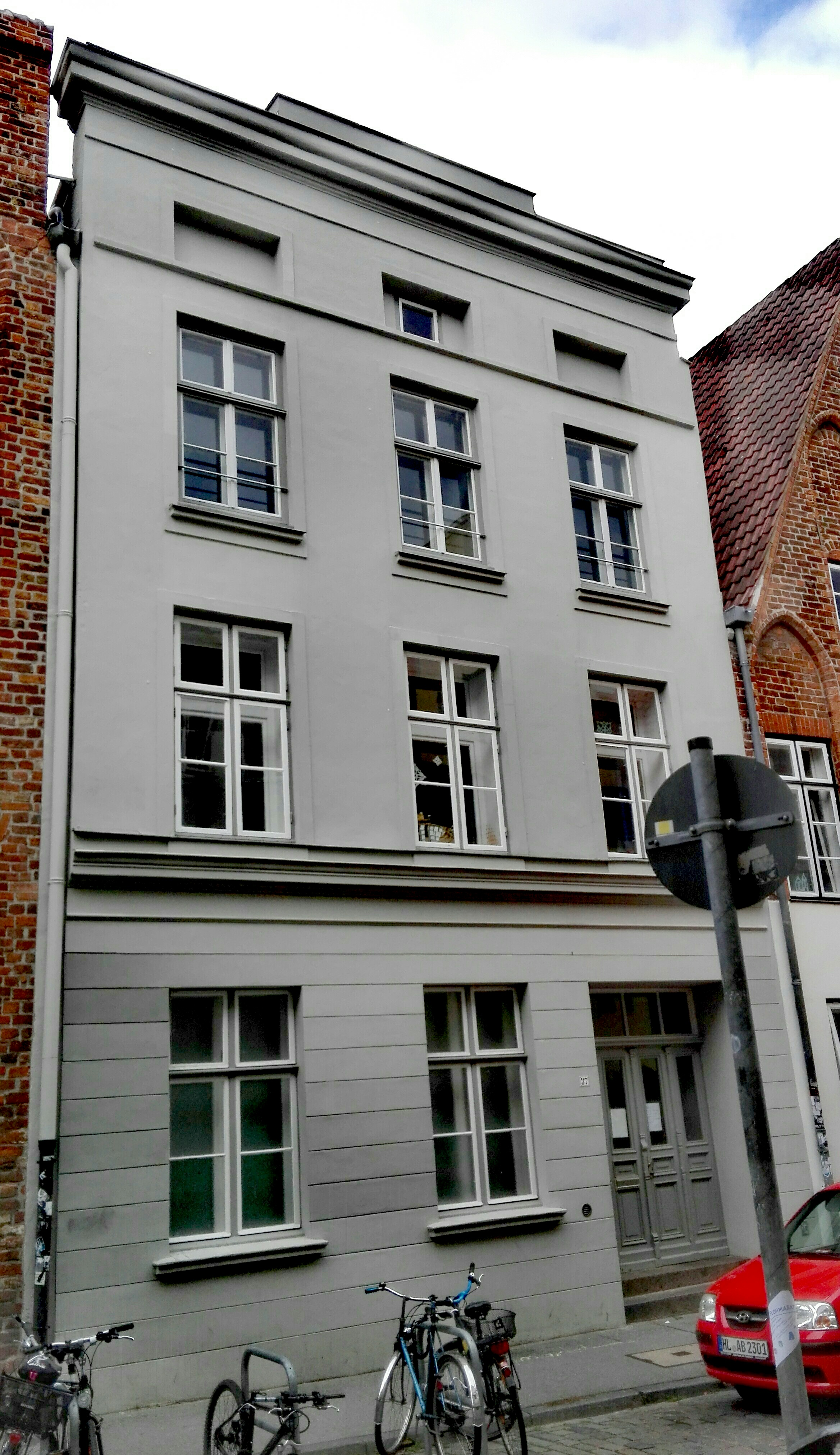
Glockengießerstraße 37

Während Gottschalks letzten Amtsjahren nach dem Ersten Weltkrieg erfolgte auf Grundlage der Reichsverfassung der Abbau der Vorschule. In Lübeck wurde die Vorschule als selbständige Schulgattung aufgehoben und zur vereinigten Mittel- und Volksschule umgestaltet. In Folge des so genannten „Lehrer-Abbau-Gesetzes“ wurde er zu Ostern 1924 zwangspensioniert.
Gottschalk war in verschiedener Weise kirchlich engagiert. Seit 1898 gehörte er dem Kirchenvorstand von St. Marien an und führte bis 1924 dort das Amt eines Armenpflegers. Er war Vorstandsmitglied des Hauptvereins der deutschen Lutherstiftung in Lübeck und Delegierter beim 10. Evangelisch-Sozialen Kongress, der 1899 in Kiel stattfand.
Auch zu dem der mit der Bearbeitung von Schulbüchern auf dem Gebiet des Religions- und Gesangsunterrichts beschäftigten Lehrerkreis zu Gunsten der Lehrerwitwenkasse gehörte er. Er bildete Lehrer in deren Seminaren aus und war zeitweilig Ausbilder an der Präparandenanstalt. Von 1890 bis 1903 zählte er zur Vorsteherschaft des Lübeckischen Lehrer-Seminars. 20 Jahre war er Prüfer der Prüfungskommission für die II. Lehrerprüfung.
In Verbindung mit dem Marburger Seminardirektor Johannes Meyer verfasste Gottschalk eine Reihe weit verbreiteter Religionsbücher für Volks- und Mittelschulen nach den damals neuen Grundsätzen, sowie Elementarübungen für den Gesangunterricht. Seine Artikel in Fachzeitschriften und Tageszeitungen zu Gunsten der Mittelschule sorgten mit für, der Anerkennung dieser damals neuen Schulform den Weg zu ebnen.
Mehrere Jugendvereine unterstützte Gottschalk mit seinen musikalischen Darbietungen. In allen wurde er mit der Zeit zu deren Ehrenmitglied ernannt. Musik wurde von ihm nicht jedoch nicht nur ausübend, sondern auch schaffend betrieben. So stammte die seinerzeit von jedem Lübecker gekannte Heimatweise „Rausche, Woge“, sowie das weitverbreitete zeitgemäße Lied „Rheintreue“ aus seiner Feder. Seine komponierten Weisen wurden in den Vaterstädtischen Blättern abgedruckt oder erschienen in Sonderdrucken. So erschien 1913 zur 100-Jahrfeies Endes der Lübecker Franzosenzeit das von ihm komponierte „Lübecker Lied“. Auch während des Krieges erschien, wie die Kaiserhymne „Zieh‘ hin, mein Kaiser!“ (Op. 12), manche „bewegte vaterländische Weise“, geprägt von religiös überhöhtem Nationalismus.

### I. Knaben-Mittelschule
1898 wurde in der Glockengießer Straße 37 die neue I. Knaben-Mittelschule erbaut. Die ständig wachsende Schülerzahl, die Mehrforderungen des Lehrplans und die bessere Einrichtung der Konkurrenzschule in St. Lorenz erzwangen die Vornahme von Verbesserungen hinsichtlich der Räumlichkeiten. Schon seit Ostern 1901 musste ein Zimmer der Schulwärterwohnung als Klassenraum genutzt werden.
Als die Einführung einer neuen Zeichenmethode die Raumfrage abermals aufwarf, mussten neue passende Räume eingerichtet werden. Da die eingeschlossene Lage des Gebäudes einen Anbau unmöglich machte, musste ein Aufbau ausgeführt werden. Das Schulhaus steht aber auf schlechtem Baugrund und nur auf Sandschüttung und einer durchgehenden Betonplatte. Da die Pfeiler der Fenster bereits einen hohen Druck hielten, konnte man einen massiven 3. Stocks nicht aufsetzen. Unter Mitwirkung des Medizinalkollegiums erarbeitete die Baubehörde eine Lösung in Mansardmanier. Zwar wurde so eine Überbelastung der unteren Stockwerke vermieden, jedoch wurden die neu entstehenden Räume durch das schräg abfallende Dach um 1–1½ m in den Außenwänden verkleinert. Der Aufbau begann zu Beginn der großen Ferien im Juni 1906, wurde nach 7 Wochen vollendet und sollte eine Verlängerung der Schulferien um 3 Wochen erfordern.
Im südlichen Flügel entstand ein Physikunterrichtszimmer, ein Lehrerzimmer und die Bibliothek. Die Bibliothek war vorher in einem ehemaligen Klassenzimmer im 2. Stock. Der nördliche Flügel hatte einen Zeichensaal, ein Aufbewahrungszimmer für Zeichenmodelle, Reißbretter und ein ab Ostern 1908 genutztes Klassenzimmer. In der Aula hingen je ein Bild von Friedrich dem Großen und Bismarck sowie des früheren Hauptlehrers der Schule J. P. F. Burmeister neben dem Podium.
Den Mittelbau der 3. Etage füllte die Aula aus. Deren gewölbte Decke erhob sich als ein Himmel mit goldenen Sternen mit einer Höhe von 5,70 m bis unter das Dach. Quer durch die Aula gehende Träger waren unvermeidbar. Ähnlich dem mittelalterlichen Beleuchtungskörper im Dom waren an ihren Enden kleine Engel angebracht worden. Aus der alten Aula entstanden durch dessen Teilung mit einer Wand zwei Klassenräume.
Für die das neue Geschoß versorgende Niederdruckdampfheizung wurde ein dritter Kessel angeschafft. 2 fünfflammige Glaskörper erleuchteten die Aula, während in den anderen neuen Räumen die Gaslampen nicht mehr mit den runden Blechschirmen verziert waren. Grelles Licht wurde in den anderen Räumen mit Porzellan- statt wie bisher mit Blechschirmen gedämpft und besser verteilt. Die ursprünglich bewilligte Summe für den Aufbau belief sich auf insgesamt 57.200 ℳ. 5000 ℳ hiervon entfielen auf die Ausstattung der neuen Räume. Am 7. Januar 1907 fand die Abnahme der Räumlichkeiten durch die Behörde statt.

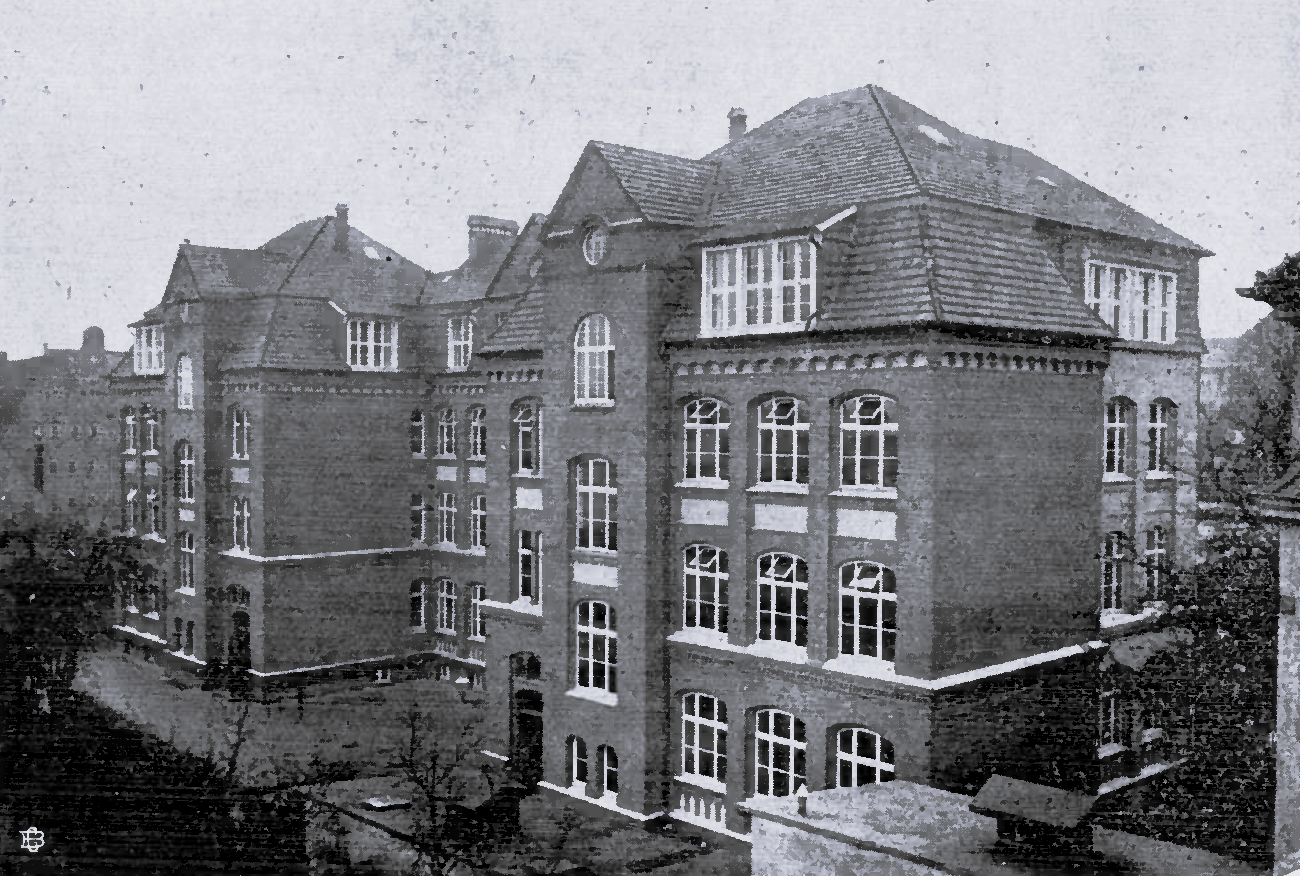
Ecke Knaben-Mittelschule, Glockengießerstraße 37
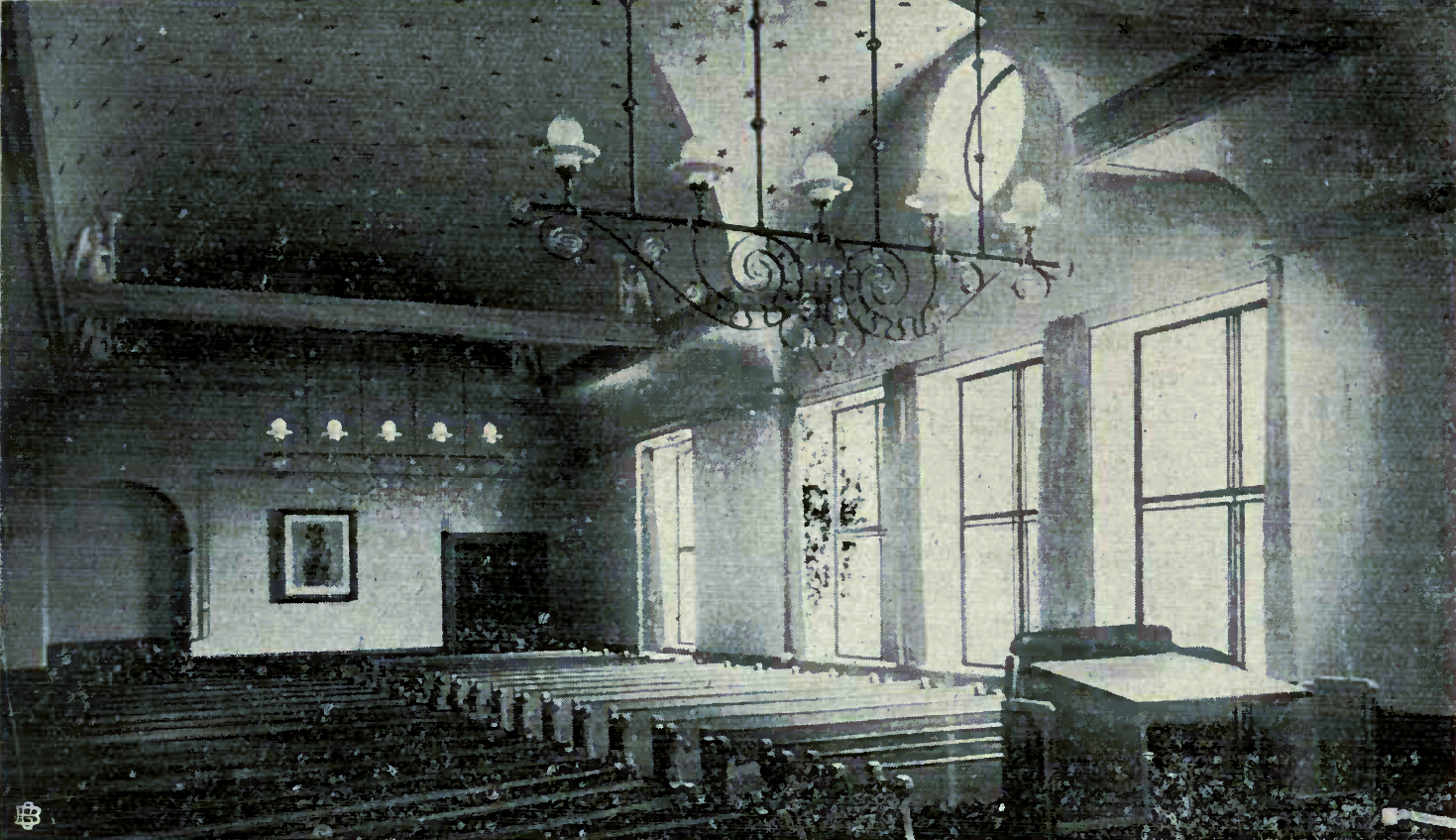
Aula, Blick nach Norden
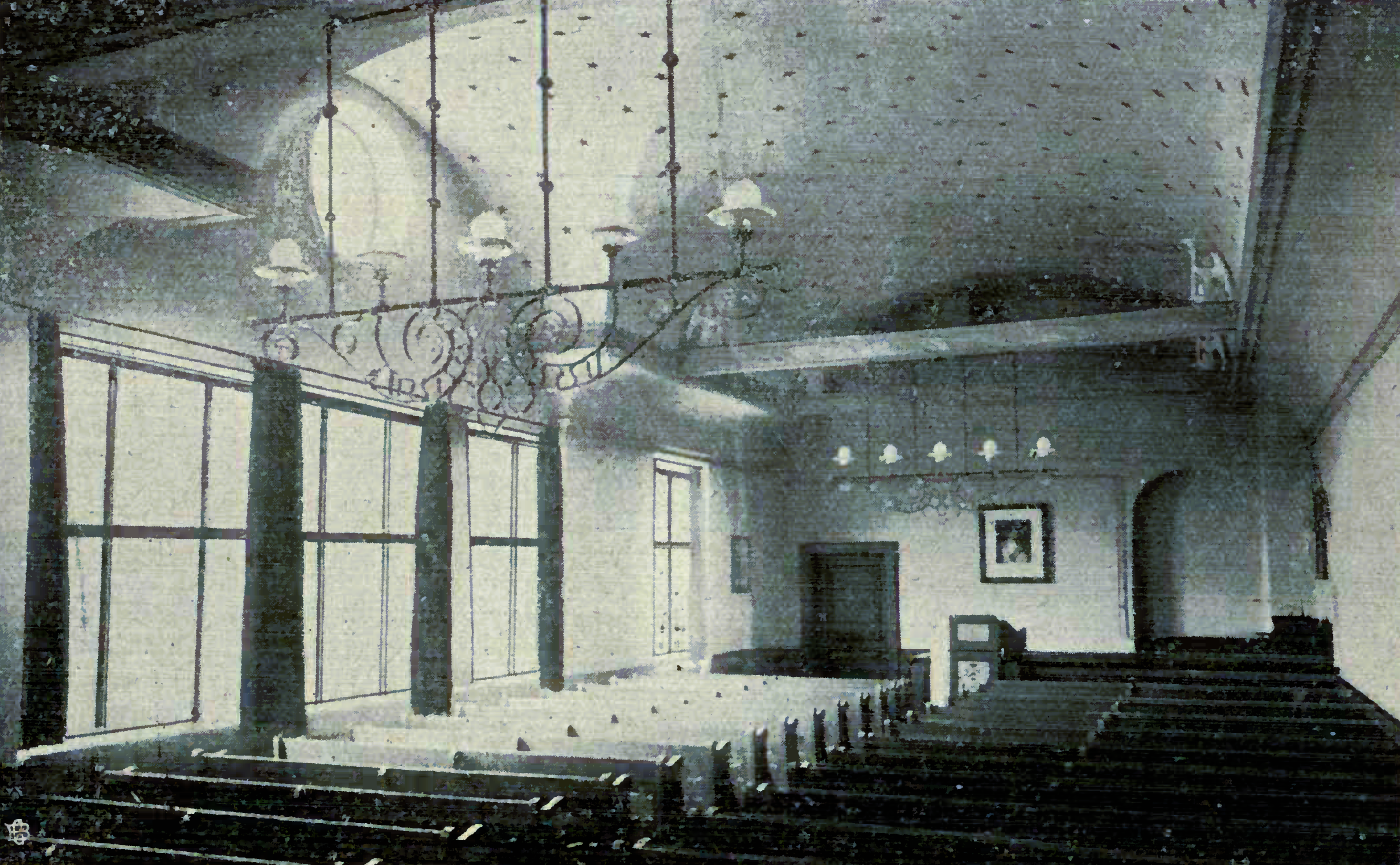
Aula, Blick nach Süden

### Familie
Gottschalk hatte Marie Sophie Charlotte, eine geborene Grote, geheiratet. Aus der Ehe gingen zwei Töchter hervor.
Am 29. April 1884 bestand Fanny, eine Schwester, das Examen als Lehrerin an Mittleren und höheren Töchterschulen als Elevin des Lehrerinnen-Seminars von Amélie Roquette vor der Prüfungskommission.
Gottschalks Frau verstarb knapp ein halbes Jahr vor ihm am 27. Juni 1930.
Als Gottschalk nach längerem Leiden verstarb, hatte er bereits drei Enkel.

## Auszeichnungen

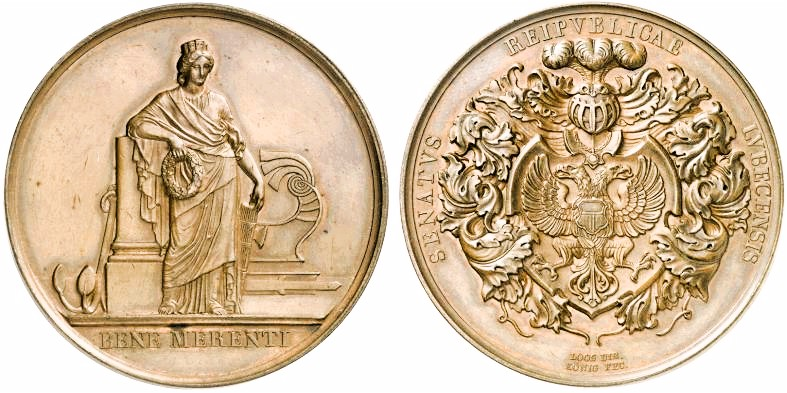
Ehrendenkmünze des Senates

Was in einem monarchischen Staate der Orden war, ist in einem Staatswesen wie dem Lübeckischen, das auf Selbstverwaltung beruhte, eine schlichte Gedenkmünze gewesen. Solcher Denkmünzen werden in Lübeck drei verliehen. Mit der ersten zeichnete der Senat, mit der Zweiten die Handelskammer und der Dritten die Gesellschaft zur Beförderung gemeinnütziger Tätigkeit aus.
Zu Gottschalks Ausscheiden aus dem Schuldienst wurden seine Verdienste um das Mittelschulwesen in Lübeck entsprechend gewürdigt. Der Senat verlieh ihm die Ehrengedenkmünze Bene Merenti in Silber.
Die Oberschulbehörde und der Mittelschulverein brachten zu jenem Anlass  ihren Dank und ihre Anerkennung in einem Dankesschreiben zum Ausdruck.

## Werke
- Evangelisches Religionsbuch: enthaltend Biblische Geschichte, Einführung in das Bibellesen, Bibelkunde und Kirchengeschichte nebst Anhang. Hannover-List: Carl Meyer

das Werk gab es in verschiedenen Ausgaben und Formaten: die Ausgabe F:  In vereinfachter Bearbeitung bzw. später Für Volksschulen erlebte bis 1929 14 Auflagen; die Hauptausgabe für Mittelschulen und verwandte Anstalten erschien 1928 in 7. Auflage
- Biblische Geschichten nebst zugehörigen Ergänzungsstoffen f. Sexta u. Quinta aller Anstalten, 1907
- Evangelisches Religionsbuch für die Volksschulen der Provinz Schleswig-Holstein Verlag Carl Meyer, 1916
- Evangelisches Religionsbuch für die Mittelschulen der Provinz Brandenburg: ..., Band 1 Verlag Carl Meyer, 1919